# Sterculia setigera
Sterculia setigera là một loài thực vật có hoa trong họ Cẩm quỳ. Loài này được Delile miêu tả khoa học đầu tiên năm 1826.